# Залужье (Сандовский район)
Залужье — деревня в Сандовском муниципальном округе Тверской области России.

## География
Деревня расположена в 33 км на восток от центра муниципального округа посёлка Сандово.

## История
В 1821 году на погосте Поляны близ деревни была построена каменная Успенская церковь с 3 престолами, метрические книги с 1794 года, в 1859 году севернее Успенской церкви построена еще одна каменная церковь.
В конце XIX — начале XX века деревня являлась центром Залужской волости Весьегонского уезда Тверской губернии.
С 1929 года деревня являлась центром Залужского сельсовета Сандовского района Бежецкого округа Московской области, с 1935 года — в составе Калининской области, с 194 года — в составе Вокшинского сельского округа, с 2005 года — в составе Топоровского сельского поселения, с 2020 года — в составе Сандовского муниципального округа.

## Население
| 1859 | 1889 | 2010 |
| ---- | ---- | ---- |
| 103  | ↘99  | ↘5   |

### Известные жители
- Новожилов, Авенир Гаврилович (1927—2003) — конструктор артиллерийского вооружения, Лауреат Государственной премии СССР.
- Шагина, Мария Артемьевна (1914—?) — председатель Всеволожского райисполкома, первый секретарь Всеволожского райкома КПСС Ленинградской области, Герой Социалистического Труда.

## Достопримечательности
В деревне расположены недействующая Церковь Успения Пресвятой Богородицы (1821) и неизвестная каменная церковь (1859).